# Tidens Tegn
Tidens Tegn er en tidligere norsk dagsavis som udkom i Oslo i perioden 1910 til 1941. Avisen blev grundlagt af Olaf Anton Thommessen (1851–1942) som var redaktør frem til 1917, da han bleb efterfulgt af sin søn, Rolf Thommessen. Redaktør 1938–1939 var J. Schanche Jonassen, mens det fra 1940 til 1941 var R. Halle. 

## Ejerskab og udbredelse
Tidens Tegn var oprindelig talerør for Frisinnede Venstre, derefter for Frisinnede Folkeparti, men blev med tiden partiløs og kom mod slutningen af 1930'erne til at stå Fedrelandslaget nær. Avisen købte den gamle Venstre-avis Verdens Gang i 1923 og optog Ørebladet i 1924. En egen aftenudgave, Oslo Aftenavis, blev udgivet 1924-1932. I flere år udgav Tidens Tegn lørdagstillægget Film og radio. Tidens Tegn fik snart et betydeligt oplag og blev norges næststørste avis og et ledende kulturorgan, med flere kendte medarbejdere, blandt andet Nils Kjær, Sven Elvestad, Chr. Krohg, Carl Nærup, Ronald Fangen og Sigurd Bødtker. Avisen fik et dårlig rygte før og efter udbruddet af 2. verdenskrig i 1939. Schanche Jonassen ville blandt andet ansætte Kong Haakon under riksrådsforhandlingene i 1940. Tidens Tegn gik ind i april 1941.

## Forløber for VG
Efter at Tidens Tegn var blevet nedlagt, drøftede modstandsbevægelsen om avisen eventuelt skulle genopstå. Diskussionen, hvor blandt andet forfatteren Ronald Fangen stod central i, førte til forberedelse af to projekter: Et kristent dagblad med basis i besættelsestidens kirkebølge (Vårt Land) og et radikalt hjemmefrontsorgan som kunne bærer ideen videre fra krigssamarbejdet i «Kretsen» og andre ledergrupper (Verdens Gang). Tidens Tegns ejendom, lokaler og rettigheder blev derfor overtaget af det nystartede VG i 1945.
Venstrepolitikeren Olaf Thommessen startede i 2006 en internetudgave af Tidens Tegn.